# Karl Geusen
Karl Geusen, auch Carl Geusen (* 24. April 1859 in Heinsberg; † 10. September 1926 in Düsseldorf), war ein deutscher Baubeamter und vertretungsweise Oberbürgermeister von Düsseldorf.

## Leben
Geusen studierte Bauingenieurwesen an der RWTH Aachen. 1882 absolvierte er sein Staatsexamen. Als Regierungsbaumeister fand er 1887 Anstellung bei der Eisenbahndirektion Bromberg, danach bei der Eisenbahndirektion Altona. 1888 trat er in die Dienste der Staatseisenbahnverwaltung, ehe er 1896 Stadtbauinspektor im Tiefbauamt von Frankfurt am Main wurde.
Im April 1900 wurde er zur Leitung des Tiefbauamts nach Düsseldorf berufen. Im gleichen Jahr wurde der Architekt Johannes Radke dorthin verpflichtet und nahm mit ihm unter Oberbürgermeister Wilhelm Marx ambitionierte Stadtentwicklungsprojekte in Angriff, so etwa die Rheinufervorschiebung, den Bau des Hafens auf der Lausward und die Entwicklung des Banken- und Verwaltungsviertels westlich des Stadtgrabens, die die Entwicklung der Stadt zum „Schreibtisch des Ruhrgebiets“ maßgeblich vorantrieben. Bereits im Februar 1901 wählte die Stadtverordnetenversammlung Radke und ihn zu besoldeten Beigeordneten. Als solcher wurde er 1912 und 1924 wiedergewählt.
Geusen leitete im Mai 1910 eine Düsseldorfer Delegation nach Berlin, um sich über die Planungen zu einem Bebauungsplan für Groß-Berlin zu informieren. Hierbei lernte er den Architekturkritiker und Urbanisten Werner Hegemann kennen und verabredete mit ihm die Ausrichtung einer Internationalen Städtebau-Ausstellung Düsseldorf 1910, wo Perspektiven und Grundlagen für die folgende Auslobung eines „Wettbewerbs zur Erlangung eines Bebauungsplanes der Stadt Düsseldorf“ entwickelt wurden. Die Siegerentwürfe zu diesem Bebauungsplan wurden bei der Städte-Ausstellung Düsseldorf 1912 der Öffentlichkeit präsentiert.
Infolge der Novemberrevolution 1919 und der Ausweisung des Oberbürgermeisters Emil Köttgen durch Joseph Denvignes während der Ruhrbesetzung 1923/1924 führte Geusen die Amtsgeschäfte des Oberbürgermeisters vertretungsweise, woraufhin ihm die Amtsbezeichnung Bürgermeister ehrenhalber beigelegt wurde. Beliebt als „Papa Geusen“, erhielt er ein Porträtgemälde von Fritz Reusing in der Galerie der Düsseldorfer Oberbürgermeister im Rathaus Düsseldorf. 1912 wurde ihm der Rote Adlerorden 4. Klasse verliehen. Auch wurde nach ihm die Karl-Geusen-Straße in Düsseldorf-Lierenfeld benannt. Karl Geusen wurde auf dem Düsseldorfer Nordfriedhof bestattet.

## Veröffentlichungen (Auswahl)
- Die Entwicklung der Stadt Düsseldorf im 19. Jahrhundert. In: Architekten- und Ingenieurverein Düsseldorf (Hrsg.): Düsseldorf und seine Bauten. Düsseldorf 1904, S. 19–29.
- Neue Bebauungspläne Düsseldorfs. In: Der Städtebau, 2 (1905), S. 29–32.
- Studien zum Bebauungsplan von Groß-Düsseldorf. In: Düsseldorfer Tagblatt, Ausgabe vom 19. März 1911.